# Owslebury
Owslebury – wieś w Anglii, w hrabstwie Hampshire, w dystrykcie Winchester. Leży 11 km na południowy wschód od miasta Winchester i 97 km na południowy zachód od Londynu. W 2001 miejscowość liczyła 785 mieszkańców.